# Maserati 250F T2
La 250F T2 è una autovettura monoposto da competizione costruita dalla Maserati nel 1957.

## Il contesto
La possibile evoluzione del motore della 250F cominciava ad essere limitata, così che Giulio Alfieri pose l'attenzione verso un nuovo V12. L'ipotesi di un nuovo propulsore a cilindri contrapposti fu scartata, poiché avrebbe portato alla riprogettazione del telaio. Fu quindi deciso di realizzare un tipico motore a V a 60°.
Il progetto fu poi abbandonato per il ritiro dalle corse della Maserati Squadra Corse.
Il motore sarà preso come base per essere utilizzato nel 1966-68 sulle vetture della Cooper, quando sarà introdotto il nuovo regolamento con cilindrata massima di 3000cc, cogliendo due successi in gare valide per il mondiale.

## Le competizioni
Il nuovo modello fu provato con successo da Juan Manuel Fangio a Modena. Partecipò poi alle prove del Gran Premio di Siracusa, il suo esordio nelle corse, ma non prese parte alla gara per problemi di carburazione. Al Gran Premio d'Italia del 1957, Jean Behra superò le qualifiche e partecipò alla corsa contendendo i primi posti con gli avversari, soprattutto grazie ai 310 CV di potenza del motore della sua vettura.

## Caratteristiche tecniche
L'accensione era doppia con due spinterogeni di marca Marelli e 24 bobine. L'alimentazione era ad aspirazione libera, cioè non sovralimentata, con sei carburatori di marca Weber e modello 35 I DM.
Il motore era un V12 a 60° con l'alesaggio e la corsa rispettivamente di 68,7 e 56 mm, e la cilindrata di 2490,9 cm³. La distribuzione era a due valvole per cilindro, con una coppia di 
doppi alberi a camme in testa. La lubrificazione era forzata con pompe di mandata e recupero. Il sistema di raffreddamento era a circolazione d’acqua con pompe centrifughe. Il motore erogava una potenza di 310 CV a 10.000 giri al minuto ed aveva un rapporto di compressione di 11,3:1.
I freni erano a tamburo sulle ruote con comando idraulico. Le sospensioni anteriori erano con molle elicoidali, mentre quelle posteriori erano formate dal ponte De Dion e da una balestra trasversale. Entrambi montavano ammortizzatori Houdaille e barra stabilizzatrice. Lo sterzo era a vite senza fine. Il cambio era a cinque rapporti, ed era montato in blocco con il differenziale.
La carrozzeria era monoposto in alluminio mentre il telaio era tubolare a traliccio.
La “250F T2” raggiungeva la velocità massima di 305 km/h.